# Вильдиманов, Алексей Владимирович
Алексей Владимирович Вильдиманов (1913—1960) — красноармеец Рабоче-крестьянской Красной Армии, участник Великой Отечественной войны, Герой Советского Союза (1945).

## Биография
Алексей Вильдиманов родился в 1913 году в селе Знаменка (ныне — в черте посёлка Нарга Молчановского района Томской области) в рабочей семье. По национальности мордвин. Окончил начальную школу, после чего в 1925—1930 годах работал коногоном Могочинского лесопильного завода, затем был слесарем шахты № 2 города Прокопьевска Кемеровской области. С конца 1936 года Вильдиманов проживал в городе Медногорске Оренбургской области, работал забойщиком Блявинского медного рудника, затем — начальником участка. За заслуги в стахановском движении в 1939 году награждён орденом «Знак Почёта».
В феврале 1943 года призван на службу в Рабоче-крестьянскую Красную Армию Медногорским городским военным комиссариатом. С мая того же года — на фронтах Великой Отечественной войны. Принимал участие в боях на Западном и 3-м Белорусском фронтах, освобождал Смоленскую область, Белорусскую и Литовскую ССР, воевал в Восточной Пруссии. Два раза был ранен. К августу 1944 года красноармеец Алексей Вильдиманов командовал орудием 597-го артиллерийского полка 159-й стрелковой дивизии 5-й армии 3-го Белорусского фронта.
Отличился во время освобождения Литовской ССР. 7 августа 1944 года в ходе отражения вражеской контратаки у деревни Слизновизна Шакяйского района расчёт Вильдиманова уничтожил 2 танка и около 50 вражеских солдат и офицеров. 16 августа у города Кудиркос-Науместис он отражал атаку двух батальонов автоматчиков и около 40 танков, в ходе которой уничтожил бронетранспортёр, 4 пулемёта и несколько десятков вражеских солдат и офицеров. Когда 10 танков противника прорвались в тыл советских подразделений, Вильдиманов, сменив огневую позицию, подбил 3 танка и штурмовое орудие, а также уничтожил около 70 вражеских солдат и офицеров. Действия Вильдиманова позволили сорвать попытки войск противника остановить наступление. Преследуя отходящего противника, расчёт Вильдиманова, выйдя к реке Шешупе, открыл огонь по территории Восточной Пруссии. 19 октября 1944 года Вильдиманов получил тяжёлое ранение и был отправлен в госпиталь, где находился до конца войны.
Указом Президиума Верховного Совета СССР от 24 марта 1945 года за «образцовое выполнение боевых заданий командования на фронте борьбы с немецкими захватчиками и проявленные при этом мужество и героизм» красноармеец Алексей Вильдиманов удостоен звания Героя Советского Союза с вручением ордена Ленина и медали «Золотая звезда» за номером 5940.
В июне 1945 года уволен в запас по инвалидности. Вернулся в Медногорск, но в 1946 году переехал в Москву, где работал слесарем. Умер 27 июня 1960 года, похоронен на Кузьминском кладбище.
Был также награждён орденом Красной Звезды, медалью «За отвагу» и другими медалями.

## Память
Гранитная звезда с портретом А. В. Вильдиманова установлена 1 октября 2018 года на Аллее героев в центре города Медногорска Оренбургской области.